# Diurno (Renfe)
Diurno fue el nombre comercial que recibió un servicio ferroviario diurno de largo recorrido ofrecido inicialmente por RENFE y posteriormente por Renfe Operadora en España. Sustituyó gradualmente a los antiguos Rápidos y estuvo operativo entre 1990 y 2012. Se trataba de trenes que recorrían más de 500 kilómetros, con tiempos de viaje entre 6 y 10 horas con un número más elevado de paradas que el resto de servicios, lo que permitía comunicar un mayor número de poblaciones a un precio más económico, completando la oferta de servicios de día.

## Historia
Entre 1990 y 1991 RENFE inició un cambio de nombre paulatino en sus servicios Rápido, que comenzaron a llamarse Diurno.
Los Diurno estaban formados por una locomotora y una composición de coches convencionales, al igual que los anteriores Rápidos. Esto daba una gran versatilidad al tren, ya que le permitía ir dividiéndose durante el recorrido y adquiriendo destinos distintos, y viceversa. Un ejemplo de ello fue el Diurno García Lorca, que salía de Barcelona-Sants como un único tren, y durante el recorrido se iban segregando coches de la composición que tomaban destinos hacia Badajoz, Granada, Almería, Málaga-María Zambrano y Sevilla-Santa Justa.
El material rodante lo compusieron principalmente locomotoras de la Serie 269 para tracción eléctrica, y Serie 333 para diésel. Los coches de viajeros eran de la Serie 9000, cuya entrada en circulación en 1980 supuso una gran revolución debido a su gran calidad y confort para el viajero. En ciertos recorridos se podían también encontrar coches de la Serie 10000 e incluso de la Serie 16300. Todos los coches que formaban los Diurno estaban climatizados y contaban con bogies Fiat o los Gran Confort de CAF, ambos tipos aptos para 160 km/h. Las plataformas portaautomóviles eran también de la Serie 9000 (tipos DDj-9500 aptas para tráfico internacional, y DD-9500). En sus últimos tiempos también fueron propulsados por locomotoras eléctricas de la Serie 252 y diésel de la Serie 334

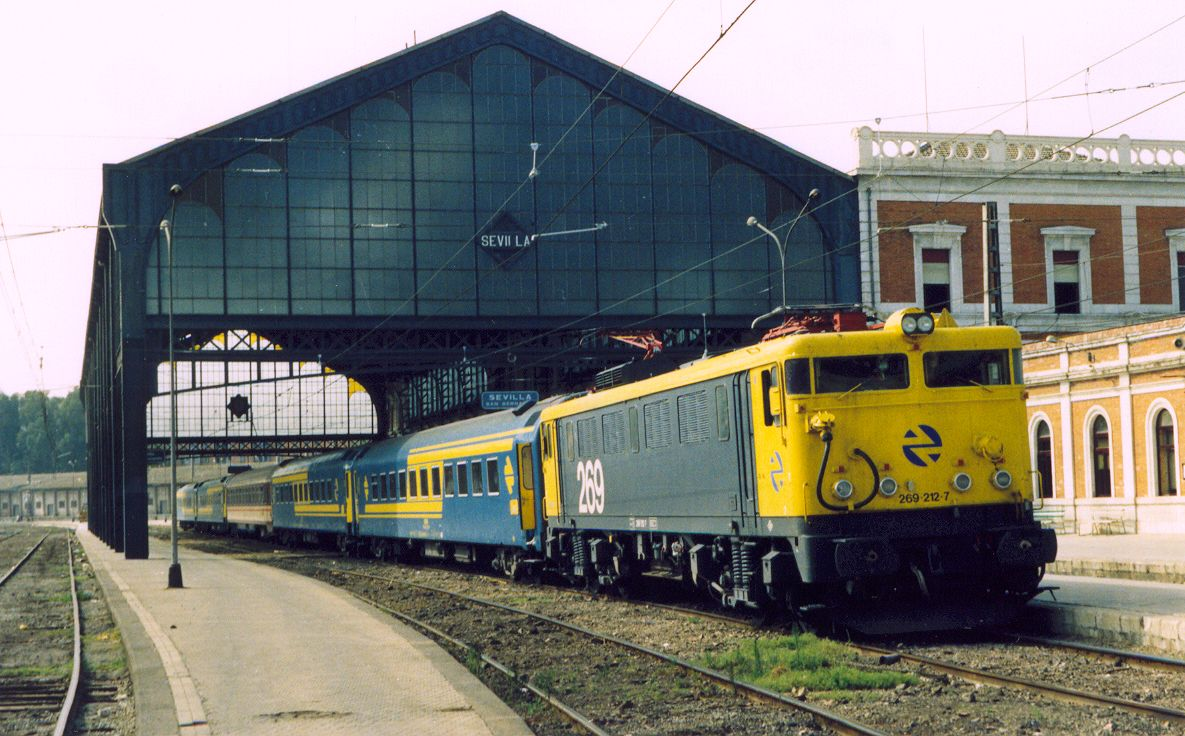
Diurno Madrid-Cádiz en 1990 con sus colores originales azul y amarillo y algunos coches Estrella (marrón y crema).

Al principio, y durante la mayor parte de su época de circulación, estos trenes contaban con coches de 1.ª y 2.ª Clase (tipos A12t-9.000, A9t-9.100, A12tv-12000, B10t-16300, B11t-16200, B11t-9200 y B10t-9300) y Cafetería (tipos AR7t-9700, BR4t-9.800, BR4x-10800, BR3t-9.820 y AR7t-9850). En ciertos servicios se ofertaban también coches Clase Superreclinable (tipo A8lv-10500) que contaban con asientos de dicho tipo, lo cual ofrecía un considerable aumento de la comodidad del viajero en viajes muy largos (se usaron en el Miguel de Unamuno entre 1995 y 2001, y en Finisterre en 2001-enero de 2002); o incluso coches Guardería (tipo Bz5x-10500) (en relaciones Andalucía hasta 1994). Para los servicios de mayor recorrido y demanda, se cambiaba el coche mixto Cafetería/Butacas por un coche Restaurante del tipo R9-9900 (Madrid - Cádiz/Málaga, Torre del Oro, García Lorca). Además, algunas relaciones contaban con un servicio portaautomóviles denominado por Renfe «Autoexpreso», que finalmente las usaron en el Diurno García Lorca entre septiembre de 2000 y enero de 2002.
Su esquema original de colores era el inconfundible azul-amarillo, aunque era frecuente que llevaran incorporados coches de la Serie 10000 o locomotoras con la librea Estrella en colores marrón y crema. Posteriormente, con la aparición de las Unidades de Negocio (U.N.), los coches se pintaron con una decoración conocida como «Danone» de blanco con una franja azul, colores que caracterizaban a la U.N. de Largo Recorrido, que luego se llamó Grandes Líneas y actualmente Larga Distancia. A partir de 2005, con la división de RENFE en Renfe Operadora y Adif, los coches que quedaban recibieron la librea conocida como «Pantone», que consiste en fondo blanco con dos pequeñas franjas moradas que designan el color corporativo de la empresa.
Antes del cambio de nombre, los Rápidos habían sido la insignia del ferrocarril español en la década de los '80 y principios de los '90. A partir del cambio de nombre a Diurno, estos servicios entraron en un profundo declive: se eliminaron los coches Guardería (1994) y los Superreclinables (2002), el Autoexpreso dejó de existir (2005), se comenzaron a suprimir recorridos y a ofrecer cada vez menos plazas, se eliminaron los coches 1.ª Clase y los Restaurante; y el escaso cuidado al que se sometió a estos vehículos en los últimos años y el precario mantenimiento, han hecho que a día de hoy muchos de los coches hayan sido desguazados o abandonados en estaciones; otros han sido vendidos o transformados a Serie 2000. Este tipo de coches sigue prestando servicio en otros países europeos con normalidad, como es el caso de Francia y sus coches CORAIL. 
El 17 de junio de 2012, con el cambio de horarios, la única relación que perduraba con este tipo de trenes, el Diurno Iberia entre Salamanca y País Vasco, fue suprimida pese a las protestas de los ciudadanos bilbaínos y salmantinos, y sustituida por un transbordo en Valladolid por lo que desaparece el producto Diurno.

### Accidentes

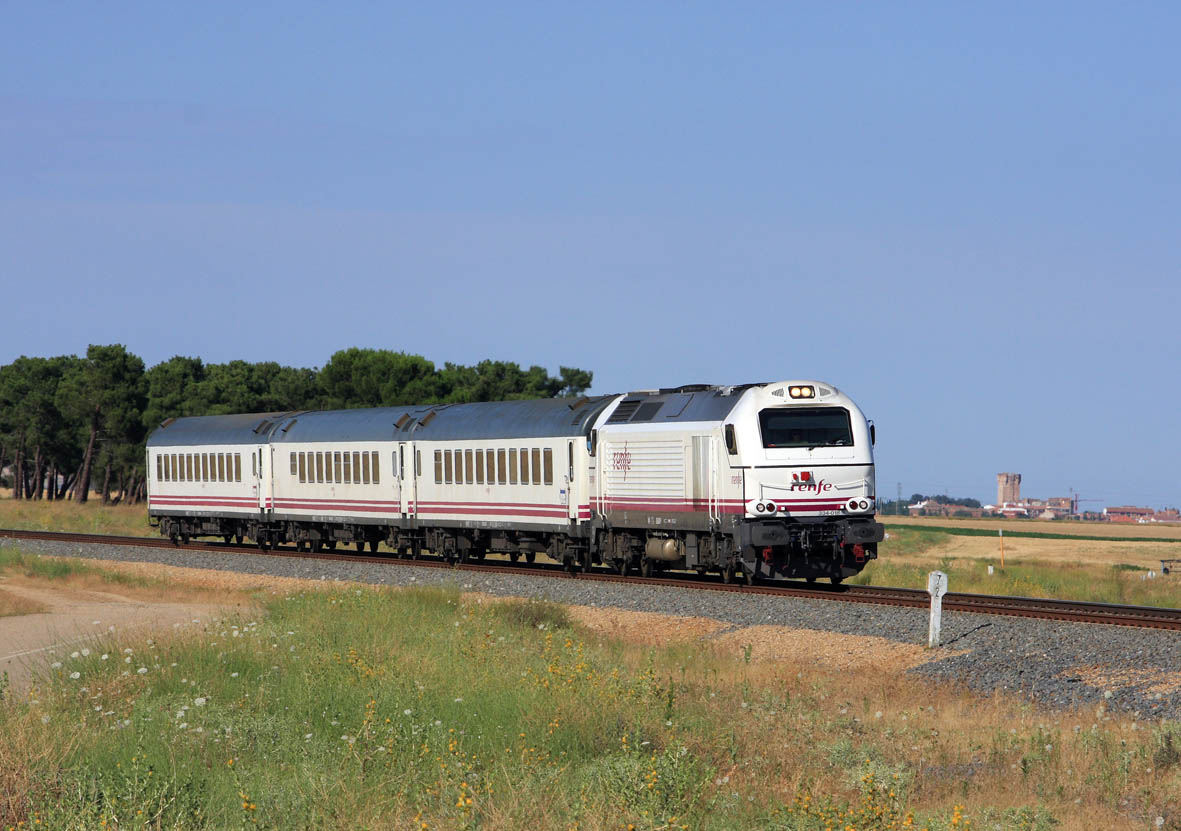
El Diurno Iberia, País Vasco-Salamanca fue el último Diurno en circular antes de la retirada del servicio en 2012.

Durante los más de 30 años de servicio de este tipo de trenes, han sido solo dos los accidentes destacables:
- 31 de marzo de 1997: El Diurno Miguel de Unamuno descarriló en Uharte-Arakil a 35 kilómetros de Pamplona, cobrándose la vida de unas 20 personas. El maquinista, deslumbrado por el sol, malinterpretó un semáforo, por lo que entró a más de 100 km/h en un desvío limitado a 30 km/h.[5]

- 21 de agosto de 2006: El Diurno Camino de Santiago descarriló en Villada, Palencia. Aunque el maquinista reconoció a bordo la indicación de la señal avanzada, anuncio de precaución, no redujo la velocidad al pasar por los cambios de agujas de la estación de Villada, por lo que el tren descarriló y parte de él se empotró contra los pilares de un puente cercano. El accidente se saldó con 7 fallecidos y numerosos heridos.[6]

## Recorridos
Servicios Diurno que han existido a lo largo de la historia:
| Nombre | N.º circulación                                             | Recorrido                                                | Retirado en | Servicios actuales de igual recorrido | Observaciones |
| --- | ----------------------------------------------------------- | -------------------------------------------------------- | ----------- | ------------------------------------- | --- |
| Albaicín | 00690/00693                                                 | Barcelona - Badajoz/Granada/Almería                      | 2000        | Trenhotel/Enlace1                     | Circuló en 1999 y abril de 2000 como refuerzo de temporada del Diurno García Lorca. |
| Camino de Santiago | 00280/00283                                                 | Bilbao/Irún - La Coruña/Vigo                             | 2008        | Talgo                                 | Sustituido en 2008 por Arco Camino de Santiago con mismo recorrido. En sentido País Vasco, la rama de Irún llega hasta Hendaya y en 2020 los coches Arco fueron sustituidos por unos Talgo, actualmente la rama de Bilbao se comunica con los alvias que salen y llegan de la localidad                                                                                                |
| Finisterre | 00620/00623                                                 | Barcelona - La Coruña/Vigo                               | 2002        | Alvia/Trenhotel/Enlace2               | Sustituido en 2002 por Talgo Finisterre. Talgo suprimido en 2008. Circulaba conjuntamente con el Diurno Lagos de Covadonga hasta León. |
| García Lorca | 00694/00697 (00697/00698 en 1999 y 2000 por desdoblamiento) | Barcelona - Badajoz/Sevilla/Cádiz/Málaga/Granada/Almería | 2002        | Ave/Talgo/Trenhotel/Enlace3           | Sustituido en 2002 por Arco García Lorca con mismo recorrido. Arco suprimido en 2011. Entre 1994 y 1996, la rama de Sevilla se extendió hasta Cádiz, e igualmente circulaba desdoblado en 1999 y 2000. Desde septiembre de 2000 contaba con servicio de Autoexpreso (suprimido en 2005 por las obras en Barcelona Sants para la llegada del AVE en 2008).                              |
| Iberia | 00410/00413                                                 | Bilbao/Irún - Madrid/Salamanca - Cáceres                 | 2012        | Alvia/Intercity/Trenhotel/Enlace4     | En sus últimos años circuló solo entre Bilbao/Irún y Salamanca. |
| Lagos de Covadonga | 00620/00623                                                 | Barcelona - Gijón                                        | 2002        | Alvia5                                | Sustituido en 2002 por Talgo Covadonga con mismo recorrido. Talgo suprimido en 2008. Circulaba conjuntamente con el Diurno Finisterre hasta León. |
| Miguel de Unamuno | 00530/00533                                                 | Barcelona - Bilbao/Irún/Salamanca                        | 2001        | Alvia/Intercity/Enlace6               | Sustituido en 2001 por Talgo Miguel de Unamuno con mismo recorrido. Talgo suprimido en 2009. |
| Ribeira do Miño | 12151 (solamente en sentido Vigo)                           | Madrid - Vigo                                            | 1999        | Alvia/Intercity/Trenhotel/Enlace      | Circuló en los 90 financiado por funcionarios gallegos que trabajaban en Madrid. Circulaba como «Diurno» los viernes sentido Vigo, y como «Estrella» los domingos sentido Madrid; así permitía a los trabajadores llegar el lunes por la mañana Madrid, y volver los viernes por la tarde a Vigo.                                                                                      |
| Río Aragón | 00570/00573                                                 | Madrid - Zaragoza Jaca - Canfranc                        | 2003        | Ave/Regional7                         | Durante su época de circulación tuvo varios recorridos: Madrid - Huesca, Madrid - Jaca, o Madrid - Jaca - Canfranc. Actualmente solo existe un AVE diario por sentido Madrid - Huesca. Actualmente sale de Zaragoza-Delicias, y no de Zaragoza-Portillo como antiguamente, aunque también para en esta última. En su último servicio en 2003, solamente llegó hasta Zaragoza-Delicias. |
| Río Nervión Río Tormes | ¿?                                                          | Bilbao - Salamanca - Bilbao                              | 2012        | Enlace                                | Circuló como refuerzo del Diurno Iberia solo entre Bilbao y Salamanca. En sentido Castilla y León era «Río Nervión» y en sentido País Vasco era «Río Tormes». |
| Sierra de Gredos | 00543/00544                                                 | Barcelona - Madrid - Salamanca/Cáceres/Plasencia         | 2000        | Ave/Regional/Estrella/Enlace8         | El Talgo Extremadura entre 2000 y 2003 y el Talgo Miguel de Unamuno entre 2001 y 2009 cubrían parcialmente el recorrido. |
| Torre del Oro | 00690/00693                                                 | Barcelona - Badajoz/Sevilla - Cádiz/Málaga               | 1999        | Ave/Talgo/Enlace9                     | Comenzó en 1984 como Barcelona - Sevilla/Málaga. En 1988 añadió rama a Badajoz y prolongó la de Sevilla hasta Cádiz. Entre 1993 y 1999 circula solo como refuerzo del Diurno García Lorca en el recorrido Barcelona - Badajoz/Sevilla - Cádiz. Circuló con rama Alicante - Cádiz durante un tiempo. En 2021 retoma el servicio como Intercity, prestado por la serie 120 (Alvia).      |
| (Sin nombre) | 00512/00513                                                 | Madrid - Sevilla - Cádiz/Málaga                          | 1992        | Ave/Alvia10                           | Se desconoce el nombre del tren, pero podría ser «Giralda» al igual que el nocturno Estrella Giralda Madrid - Sevilla. Ambos son suprimidos con la llegada de la Alta Velocidad a Sevilla. |
| 1: Trenhotel asegura diariamente un servicio nocturno hasta/desde Granada. Enlace garantiza un transbordo diario en cada sentido a Badajoz y Almería. |                                                             |                                                          |             |                                       | |
| 2: Alvia proporciona conexiones no diarias entre Barcelona y La Coruña/Vigo de forma alternativa. Trenhotel proporciona diariamente un tren nocturno hasta/desde La Coruña y Vigo. Enlace garantiza conexiones diarias hasta/desde La Coruña y Vigo. |                                                             |                                                          |             |                                       | |
| 3: Talgo da un servicio diario en cada sentido entre Barcelona y Sevilla. Ave une Barcelona con Sevilla y Málaga. Trenhotel asegura diariamente un servicio nocturno hasta/desde Granada. Enlace garantiza un transbordo diario por sentido a Badajoz, Málaga y Almería.                                                                                       |                                                             |                                                          |             |                                       | |
| 4: Alvia circula a diario entre Bilbao/Irún y Madrid. Intercity da servicio diario entre Irún y Madrid y vv. Trenhotel da servicio nocturno diario entre Irún y Salamanca (hasta Lisboa). Enlace garantiza conexiones entre Bilbao/Irún y Madrid/Salamanca. No existe conexión directa ni con enlace garantizado en los recorridos Bilbao/Irún - Cáceres y vv. |                                                             |                                                          |             |                                       | |
| 5: Alvia hace un servicio diario por sentido excepto sábados destino Gijón, y domingos destino Barcelona. |                                                             |                                                          |             |                                       | |
| 6: Alvia circula diario entre Barcelona y Bilbao/Irún y vv. Intercity circula ocasionalmente entre Barcelona e Irún y vv. Enlace otorga conexión entre Barcelona y Salamanca y vv. |                                                             |                                                          |             |                                       | |
| 7: Ave proporciona conexión entre Madrid, Zaragoza y Huesca. Regional da servicio entre Zaragoza, Huesca, Jaca y Canfranc |                                                             |                                                          |             |                                       | |
| 8: Ave, Regional y Estrella unen Barcelona con Madrid. Enlace otorga conexiones en el trayecto Barcelona - Salamanca/Cáceres/Plasencia y vv. |                                                             |                                                          |             |                                       | |
| 9: Talgo da un servicio diario en cada sentido entre Barcelona y Sevilla. Ave une Barcelona con Sevilla y Málaga. Enlace garantiza un transbordo diario por sentido a Badajoz y Cádiz. |                                                             |                                                          |             |                                       | |
| 10: Ave une Madrid con Sevilla. Alvia hace el recorrido Madrid - Sevilla - Cádiz y vv. |                                                             |                                                          |             |                                       | |